# Clark Tower (Memphis)
Clark Tower es un edificio de oficinas de gran altura de 34 pisos ubicado en 5100 Poplar Avenue en el vecindario de East Memphis en la ciudad de Memphis, estado de Tennessee (Estados Unidos). Fue terminado en 1972. El edificio es propiedad y está administrado por In-Rel Management. Mide 121,9 de altura y es el tercer edificio más alto de Memphis.

## Historia
Clark Tower fue construida a principios de la década de 1970 por el desarrollador William B. Clark, Sr. Fue construida al este de la White Station Tower más pequeña que Clark también desarrolló en 1967. Clark Tower y su garaje de estacionamiento de siete pisos se encuentran en un terreno previamente ocupado por 27 casas a lo largo de Harvey Road. Cuando se completó en 1971, Clark Tower era el edificio de oficinas más grande del valle del Misisipi entre San Luis y Nueva Orleans. Se planeó que fuera parte de un gran desarrollo interconectado de uso mixto que incluiría un hotel de gran altura de 400 habitaciones y un centro comercial regional. Se planeó otra torre de oficinas, idéntica a Clark Tower, en la esquina de Mendenhall y Sanderlin. El hotel de gran altura, el centro comercial y la torre gemela nunca se construyeron, y el terreno adyacente se desarrolló más tarde para otros usos comerciales.
El edificio fue diseñado por el arquitecto Robert Lee Hall, quien también diseñó 100 North Main en el centro de Memphis, así como Patterson Hall en la Universidad de Memphis. La construcción comenzó en julio de 1970, con un “topping out” el 9 de julio de 1971. Su última gran reforma fue en 2004. Continúa alquilándose como espacio de oficina Clase A, el más alto disponible.
El edificio sufrió daños exteriores significativos por una tormenta de viento el 22 de julio de 2003. Varias ventanas en la esquina suroeste de Clark Tower volaron.
Clark Tower fue un catalizador importante en la migración del mercado de oficinas Clase A fuera del centro de Memphis hacia los suburbios del este. Con 649 000 pies cuadrados (60 300 m²)   de espacio alquilable, sigue siendo el edificio de oficinas comerciales más grande de la ciudad.

## Características de diseño
Clark Tower es uno de los hitos más reconocibles para los residentes y visitantes de Memphis. Construido en un terreno relativamente alto a lo largo de Poplar Avenue, se puede ver fácilmente desde puntos estratégicos a 16 km de distancia, incluidos Bartlett y el Aeropuerto Internacional de Memphis.
Emporis.com enumera la altura del edificio en 120 m, que lo ubica en el segundo o tercer lugar de la ciudad detrás de 100 North Main y la Torre Morgan Keegan (si la aguja de esta última está incluida en las medidas). Es, con diferencia, el edificio más alto fuera del centro de la ciudad. El techo principal está a 111 m, con un ático retranqueado y tapa superior situada arriba. El edificio también tiene un garaje de estacionamiento adjunto de 7 pisos encerrado por un exterior tipo celosía. La planta baja de este garaje es espacio comercial. A diferencia de la vecina White Station Tower, la Clark Tower no tiene estacionamiento subterráneo.
Clark Tower fue descartada como un “fracaso” arquitectónico por Eugene J. Johnson y Robert D. Russell, Jr. en su libro de 1990 Memphis: An Architectural Guide. Los autores afirman que el arquitecto Hall se inspiró en las obras de Minoru Yamasaki, pero no aplicó un sentido adecuado de la escala.

### El piso 33
El piso 33 de Clark Tower ahora está ocupado por la empresa de cáterin Wade and Company. El espacio está abierto para eventos privados. El antiguo Tower Restaurant en el piso 33 cerró en junio de 2010. El Tower Room era un restaurante público. Durante muchos años, el piso 33 estuvo ocupado por el Summit Club privado.
Desde la pared exterior del piso 33 se forman arcos justos debajo del techo principal.